# Proteïna de xoc tèrmic
Les proteïnes de xoc tèrmic (PXT, inicials en anglès HSP) són una família de proteïnes produïdes per les cèl·lules en resposta a l'exposició a condicions estressants. Es van descriure per primera vegada en relació amb el xoc tèrmic, però ara se sap que també s'expressen durant altres tensions, inclosa l'exposició al fred, la radiació ultraviolada i durant la curació de ferides o la remodelació de teixits. Molts membres d'aquest grup realitzen funcions de xaperona estabilitzant noves proteïnes per assegurar el plegament correcte o ajudant a replegar proteïnes que van ser danyades per l'estrès cel·lular. Aquest augment de l'expressió està regulat per transcripció. La dramàtica regulació ascendent de les proteïnes del xoc tèrmic és una part clau de la resposta al xoc tèrmic i és induïda principalment pel factor de xoc tèrmic (anglès HSF). Les proteïnes de xoc tèrmic es troben en pràcticament tots els organismes vius, des de bacteris fins a humans.
Les proteïnes de xoc tèrmic s’anomenen segons el seu pes molecular. Per exemple, Hsp60, Hsp70 i Hsp90 (les PXT més estudiades) es refereixen a famílies de proteïnes de xoc tèrmic de l’ordre de 60, 70 i 90 kilodaltons, respectivament. La petita proteïna ubiquitina de 8 quilodaltons, que marca les proteïnes per a la seva degradació, també té característiques d'una proteïna de xoc tèrmic. Un domini d'unió a proteïnes que es repeteix sovint, d'aproximadament 80 aminoàcids cristal·litzats en alfa, es coneix com proteïnes de xoc tèrmic petites (pPXT, en anglès sHSP).

## En prions
Algunes PXT com ara la HSP104 han estat estudiades per ser necessàries per la supervivència i replicació de prions en llevats. La "curació" de la malaltia priònica en aquests casos passa per la inactivació de la PXT.